# Società Ginnastica Gallaratese 1937-1938
Questa voce raccoglie le informazioni riguardanti la Società Ginnastica Gallaratese nelle competizioni ufficiali della stagione 1937-1938.

## Rosa
| N. |                   | Ruolo | Calciatore             |
| -- | ----------------- | ----- | ---------------------- |
|    | Italia (bandiera) | A     | Luigi Angiolini        |
|    | Italia (bandiera) | A     | Teodoro Badà           |
|    | Italia (bandiera) | C     | Urbano Biotti          |
|    | Italia (bandiera) | A     | Gian Carlo Bossi (III) |
|    | Italia (bandiera) | D     | Alessandro Broggi      |
|    | Italia (bandiera) | D     | Francesco Ceriotti     |
|    | Italia (bandiera) | C     | Renzo Ciuti            |
|    | Italia (bandiera) | A     | Renato Ferretti        |
|    | Italia (bandiera) |       | Agostino Gallazzi      |
|    | Italia (bandiera) |       | Angelo Gallazzi        |
|    | Italia (bandiera) | D     | Riccardo Gastaldi      |
|    | Italia (bandiera) | D     | Eugenio Grandi (I)     |

| N. |                   | Ruolo | Calciatore           |
| -- | ----------------- | ----- | -------------------- |
|    | Italia (bandiera) | A     | Manfredo Grandi (II) |
|    | Italia (bandiera) | C     | Giovanni Granotti    |
|    | Italia (bandiera) | A     | Natale Luoni         |
|    | Italia (bandiera) | A     | Celestino Macchi     |
|    | Italia (bandiera) | A     | Martegani            |
|    | Italia (bandiera) |       | Giovanni Mereghetti  |
|    | Italia (bandiera) | A     | Luigi Piccinini      |
|    | Italia (bandiera) | A     | Bruno Puricelli      |
|    | Italia (bandiera) | C     | Luigi Rabolini       |
|    | Italia (bandiera) | P     | Giulio Zaro          |
|    | Italia (bandiera) | C     | Alfredo Zocca        |